# Maria Tesselschade Visscher
Maria Tesselschade Roemers Visscher, també anomenada Maria Tesselschade Roemersdochter Visscher o Tesselschade, (Amsterdam, 25 de març de 1594 - Amsterdam, 29 de juny de 1649) fou una poeta i gravadora neerlandesa.

## Biografia
Va néixer a Amsterdam, sent la filla menor de Roemer Visscher. Se li va posar el nom de Tesselschade, perquè el seu pare va perdre un vaixell prop de l'illa holandesa Texel el dia del seu naixement. Ella i la seva germana Anna Visscher van ser les úniques dues dones membres del grup d'intel·lectuals Muiderkring, de l'Edat d'Or neerlandesa, que es reunien al castell de Muiden. Era considerada sovint com una musa del grup, que va atreure l'admiració dels seus membres, Hooft, Huygens, Barlaeus, Bredero, Heinsius, Vondel i Jacob Cats. Se la descriu com a atractiva, de talent musical i una traductora experta i comentarista del llatí, grec i italià.
També s'ha lloat la seva habilitat per a cantar, i també per la pintura, l'escultura, el gravat i en el tapís. El Rijksmuseum té un exemple del seu treball de gravat, un got gravat amb el lema Sic Soleo Amicos.

## Referències

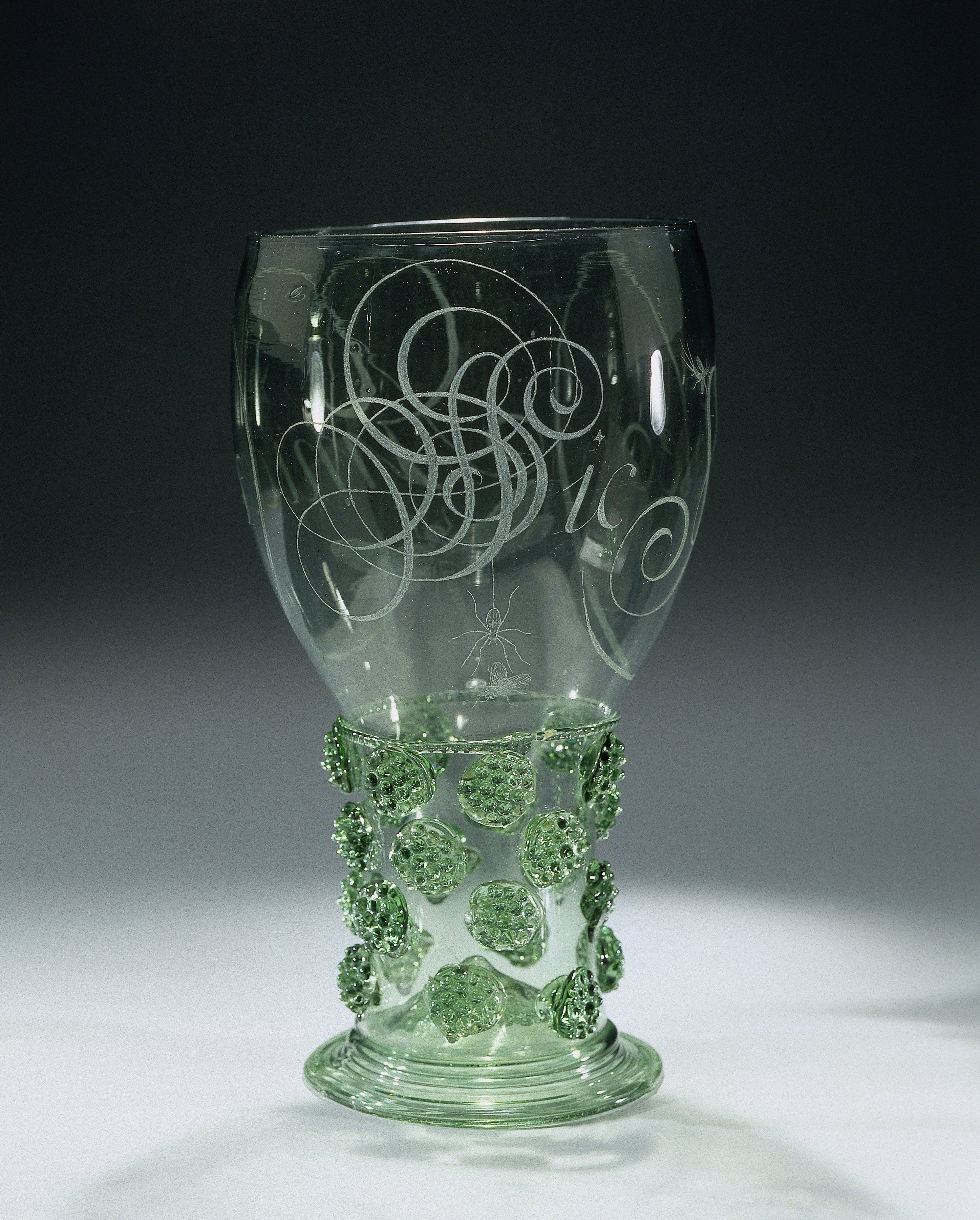
Vas gravat atribuït a Maria Tesselschade Visscher. Rijksmuseum